# Tor Hogne Aarøy
Tor Hogne Aarøy (sinh ngày 20 tháng 3 năm 1977) là một cầu thủ bóng đá người Na Uy.

## Sự nghiệp câu lạc bộ
Tor Hogne Aarøy đã từng chơi cho JEF United Chiba.

## Thống kê câu lạc bộ

### J.League
| Đội              | Năm       | J.League | J.League | J.League Cup | J.League Cup | Tổng cộng | Tổng cộng |
| Đội              | Năm       | Trận     | Bàn      | Trận         | Bàn          | Trận      | Bàn       |
| ---------------- | --------- | -------- | -------- | ------------ | ------------ | --------- | --------- |
| JEF United Chiba | 2011      | 20       | 5        | -            | -            | 20        | 5         |
| JEF United Chiba | 2012      | 15       | 1        | -            | -            | 15        | 1         |
| Tổng cộng        | Tổng cộng | 35       | 6        | 0            | 0            | 35        | 6         |